# Veratrum alpestre
Veratrum alpestre är en nysrotsväxtart som beskrevs av Takenoshin Nakai. Veratrum alpestre ingår i släktet nysrötter, och familjen nysrotsväxter. Inga underarter finns listade.